# Novellara
Novellara (emilián nyelven Nualera vagy Nuvalêra) település Olaszországban, Emilia-Romagna régióban, Reggio Emilia megyében. Lakosainak száma 13 203 fő (2023. január 1.). Novellara Bagnolo in Piano, Campagnola Emilia, Correggio, Reggiolo, Cadelbosco di Sopra és Guastalla községekkel határos.

## Népesség
A település lakossága az elmúlt években az alábbi módon változott:
| Lakosok száma | 13 670 | 13 721 | 13 203 |
|               | 2017   | 2018   | 2023   |